# Steve McQueen (Schauspieler)
Steven Terrence „Steve“ McQueen (* 24. März 1930 in Beech Grove, Marion County, Indiana; † 7. November 1980 in Ciudad Juárez, Mexiko) war ein US-amerikanischer Film- und Fernsehschauspieler. Er zählte in den 1960er und 1970er Jahren zu den populärsten Filmschauspielern der USA und war in Western wie Die glorreichen Sieben, aber auch in Abenteuer- (Papillon) und Actionfilmen (Bullitt, Getaway) zu sehen. Daneben fuhr er leidenschaftlich Motorrad- und Autorennen.

## Leben

### Jugend
Als Sohn einer alkoholkranken Mutter verbrachte McQueen seine Kindheit auf der Farm seines Onkels in Slater, Missouri, ohne seinen Vater je kennengelernt zu haben. Später nahm ihn seine Mutter zu sich nach Indianapolis und Los Angeles, wo er sich Jugendbanden anschloss. Als 14-Jähriger wurde er in ein Heim für schwer erziehbare Jungen eingewiesen. Als 17-Jähriger verpflichtete er sich nach verschiedenen Jobs für drei Jahre zum Dienst beim United States Marine Corps.

### Schauspielkarriere
Steve McQueen begann seine Schauspielausbildung 1952 an einer Schauspielschule in New York. Seinen ersten Filmauftritt hatte er 1956 als Mitglied einer Jugendbande in zwei Szenen des Boxerfilms Die Hölle ist in mir. Die Hauptrolle des Boxers Rocky Graziano spielte Paul Newman. Danach folgten unter anderem der Kriegsfilm Wenn das Blut kocht, in dem er mit Frank Sinatra und Gina Lollobrigida auftrat, sowie der Science-Fiction-Film Blob – Schrecken ohne Namen.
Der Chef der Produktionsfirma Four Star Productions, Dick Powell, verpflichtete McQueen für die US-amerikanische Fernsehserie Wanted: Dead or Alive (deutsch: Der Kopfgeldjäger, alternativ Josh), da er ihm in dem Spielfilm Blob – Schrecken ohne Namen gefallen hatte. Die Serie machte McQueen einem breiten Publikum bekannt. Zwischen 1958 und 1961 entstanden insgesamt 94 Folgen mit McQueen in der Rolle des Josh Randall.
1960 konnte sich McQueen durch das Remake des Akira-Kurosawa-Klassikers Die sieben Samurai auch als Kino-Star etablieren. Die Handlung wurde in den Wilden Westen verlegt, und der Western erschien unter dem Titel Die glorreichen Sieben in den Kinotheatern. Sieben Revolverhelden, Glücksspieler und Abenteurer stehen einem Dorf in Mexiko bei, das von Banditen terrorisiert wird. Neben dem etablierten Star Yul Brynner, der hier als Anführer der Gruppe die Hauptrolle spielte, agierten Darsteller wie James Coburn, Charles Bronson oder McQueen, die mit diesem Film ihre erfolgreichen Kinokarrieren begründeten. Weitere Darsteller waren Horst Buchholz, Robert Vaughn, Brad Dexter sowie Eli Wallach als gegnerischer Bandenchef. Der Film wurde zu einem großen Kinoerfolg und avancierte zum Klassiker. McQueens Gage betrug 100.000 Dollar.
1963 spielte McQueen in Gesprengte Ketten die zentrale Rolle des Kriegsgefangenen Virgil Hilts, der während des Zweiten Weltkriegs mehrmals aus einem deutschen Gefangenenlager ausbricht. Der Film hätte ursprünglich in Kalifornien gedreht werden sollen, man entschied sich jedoch für einen Drehort in Bayern (Füssen im Allgäu). Zitat des Regisseurs: „You know what Germany looks like? It looks like Germany!“. Viele einheimische Studenten wurden als Nebendarsteller angeheuert. Der Film basiert auf einer wahren Begebenheit, die sich im Kriegsgefangenenlager Stalag Luft III zugetragen hatte. Die Flucht auf einem Motorrad wurde auf McQueens Wunsch dem Drehbuch hinzugefügt. Der mit zahlreichen bekannten Schauspielern besetzte Film wurde zu einem riesigen Erfolg und etablierte McQueen endgültig als neuen Kino-Star.
Sehr populär wurde auch das Drama Cincinnati Kid (1965), in dem McQueen einen ehrgeizigen Pokerspieler darstellt, der gegen einen alten Meisterspieler (Edward G. Robinson) antritt. Weitere Filme der 60er Jahre waren der Western Nevada Smith, der Krimi Bullitt und der in China spielende Kriegsfilm Kanonenboot am Yangtse-Kiang, in dem er den Matrosen Jake Holman mimt. Für die Rolle in dem Film der 20th Century Fox erhielt er seine einzige Oscarnominierung.
Populär ist McQueens Darstellung des wohlhabenden und scheinbar seriösen Geschäftsmanns Thomas Crown in dem Kinofilm Thomas Crown ist nicht zu fassen. Aus Langeweile organisiert Crown einen Bankraub und lässt sich dann auf ein Katz-und-Maus-Spiel mit der auf ihn angesetzten Versicherungsdetektivin (gespielt von Faye Dunaway) ein.
In der im Jahr 1905 spielenden Komödie Der Gauner stellte er einen Chauffeur dar, der mit dem Enkel seines Chefs eine ausgedehnte Spritztour unternimmt. Dieser für McQueen eher untypische Film fand, anders als die anderen Filme des Darstellers aus dieser Zeit, kein großes Publikum.
Mit dem Regisseur Sam Peckinpah drehte Steve McQueen das Drama Junior Bonner aus dem Milieu der Rodeoreiter sowie an der Seite von Ali MacGraw den blutigen Krimi Getaway, in dem ein Gangster mit seiner Frau über die amerikanisch-mexikanische Grenze flieht. Mit MacGraw, die er während der Produktion des Gangsterfilms kennenlernte, war er von 1973 bis 1978 verheiratet.
Einen Ausbrecher spielte McQueen in der Romanverfilmung Papillon (1973), der autobiografischen Geschichte von Henri Charrière. McQueen und Dustin Hoffman sind zwei Gefangene, die aus einer Strafkolonie in Französisch-Guayana ausbrechen und versuchen, in die Zivilisation zurückzukehren. Neben Paul Newman spielte McQueen die gleichberechtigte Hauptrolle in dem Katastrophenfilm Flammendes Inferno (1974).
Nachdem er mit diesen Filmen erneut zwei große Kassenhits gelandet hatte, zog sich McQueen von der Filmarbeit zurück, obwohl er neben Paul Newman, Clint Eastwood und Robert Redford zu den populärsten Stars seiner Zeit zählte und regelmäßig hochdotierte Angebote erhielt. McQueen war unter anderem für Hauptrollen in Der große Gatsby (1974), Duell am Missouri (1976), Unheimliche Begegnung der dritten Art (1977), Atemlos vor Angst (1977), Der Mann, der niemals aufgibt (1977), Die Brücke von Arnheim (1977), Superman (1978), Apocalypse Now (1979) oder Hebt die Titanic (1980) im Gespräch.
Seine ungewöhnlichste Rolle spielte er 1978 in Ein Volksfeind. In dieser Verfilmung des gleichnamigen Theaterstücks von Henrik Ibsen, das im Norwegen des Jahres 1880 spielt, stellte er mit buschigem Vollbart den Arzt Dr. Thomas Stockmann dar, der die Bevölkerung vor unsauberem Wasser warnt und deswegen zum Volksfeind erklärt wird. Diese Rolle war so weit von McQueens Image als Actionhelden entfernt, dass der Film kaum in den Kinos gezeigt wurde.
1979 übernahm McQueen die Hauptrolle im Spätwestern Ich, Tom Horn. Darin spielte er einen in die Jahre gekommenen Cowboy, der von Viehzüchtern engagiert wird, um deren Viehbestand vor Diebstahl zu schützen. Aufgrund der äußerst brutalen Gewaltszenen und der in den USA unbeliebten Thematik wurde McQueen kritisiert, jedoch war die Darstellung des Tom Horn eine seiner besten schauspielerischen Leistungen.
Seine letzte Rolle spielte McQueen 1980 als Kopfgeldjäger in dem Krimi Jeder Kopf hat seinen Preis.

### Privat
Steve McQueen war von 1957 bis 1972 mit Neile Adams verheiratet und hatte mit ihr zwei Kinder, die Tochter Terry Leslie (* 1959), die am 19. März 1998 im Zusammenhang mit einer Lebertransplantation starb, und den 1960 geborenen Sohn Chad, der 2024 starb. Sein Enkel ist der Schauspieler Steven R. McQueen. Einige Affären und seine Neigung zu Drogen führten zur Scheidung. 1973 heiratete er Ali MacGraw, die die weibliche Hauptrolle in Getaway spielte. Die Beziehung hielt fünf Jahre. 
1977 lernte er das 24 Jahre alte Fotomodell Barbara Minty kennen, die Tochter eines Farmbesitzers aus Oregon. In ihren gemeinsamen Jahren lebten sie meist zurückgezogen auf einer Ranch in Ketchum, Idaho; sie heirateten in seinem Todesjahr im Januar 1980. Sie lebt noch heute auf dieser Ranch. Sie war die Einzige, die private Fotos von ihm machen durfte; dies hatte sie zu Beginn der Beziehung ihm gegenüber zur Bedingung gemacht.

### Motorsport

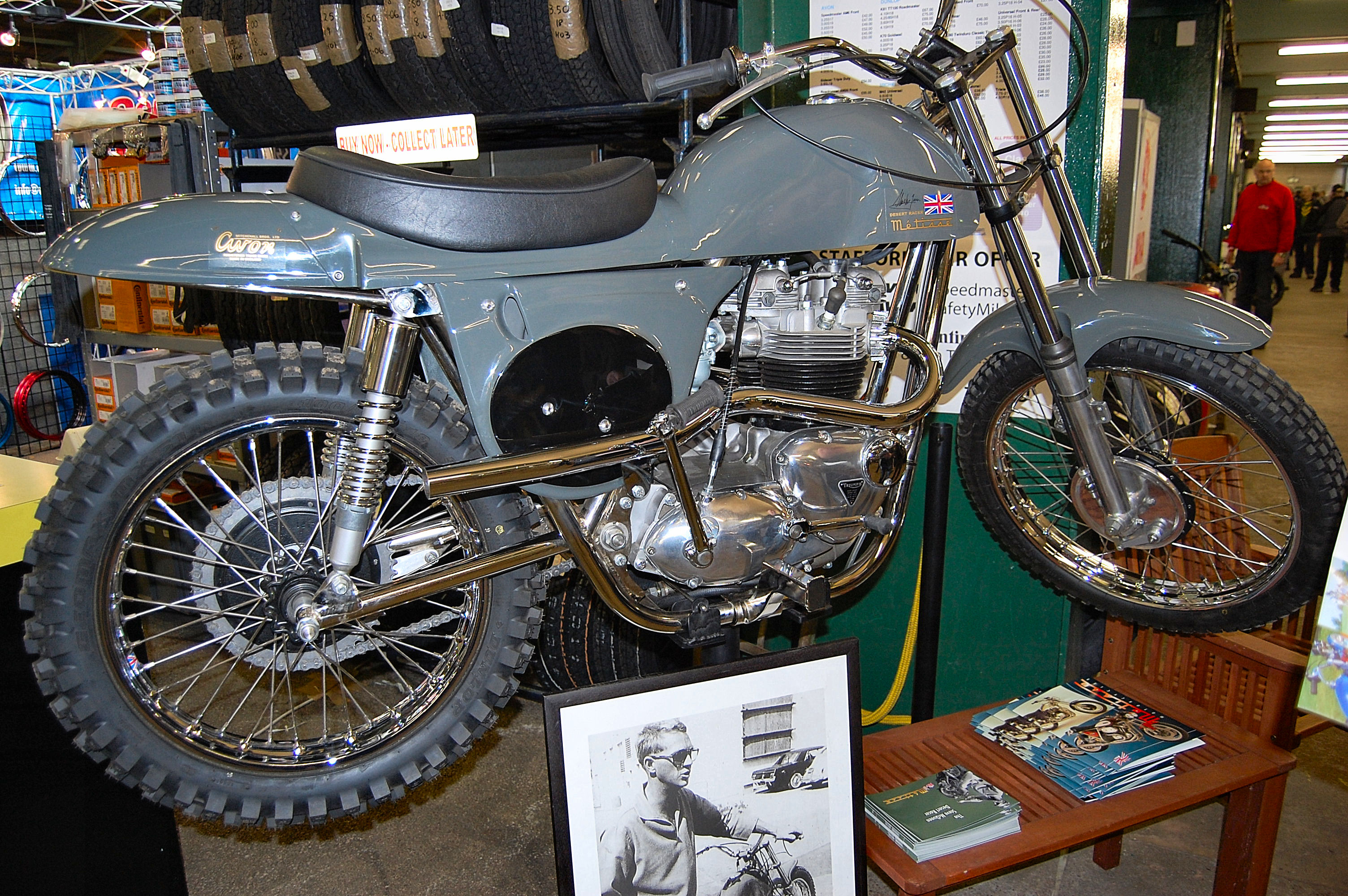
Steve McQueens Métisse Motorcycles Desert Racer

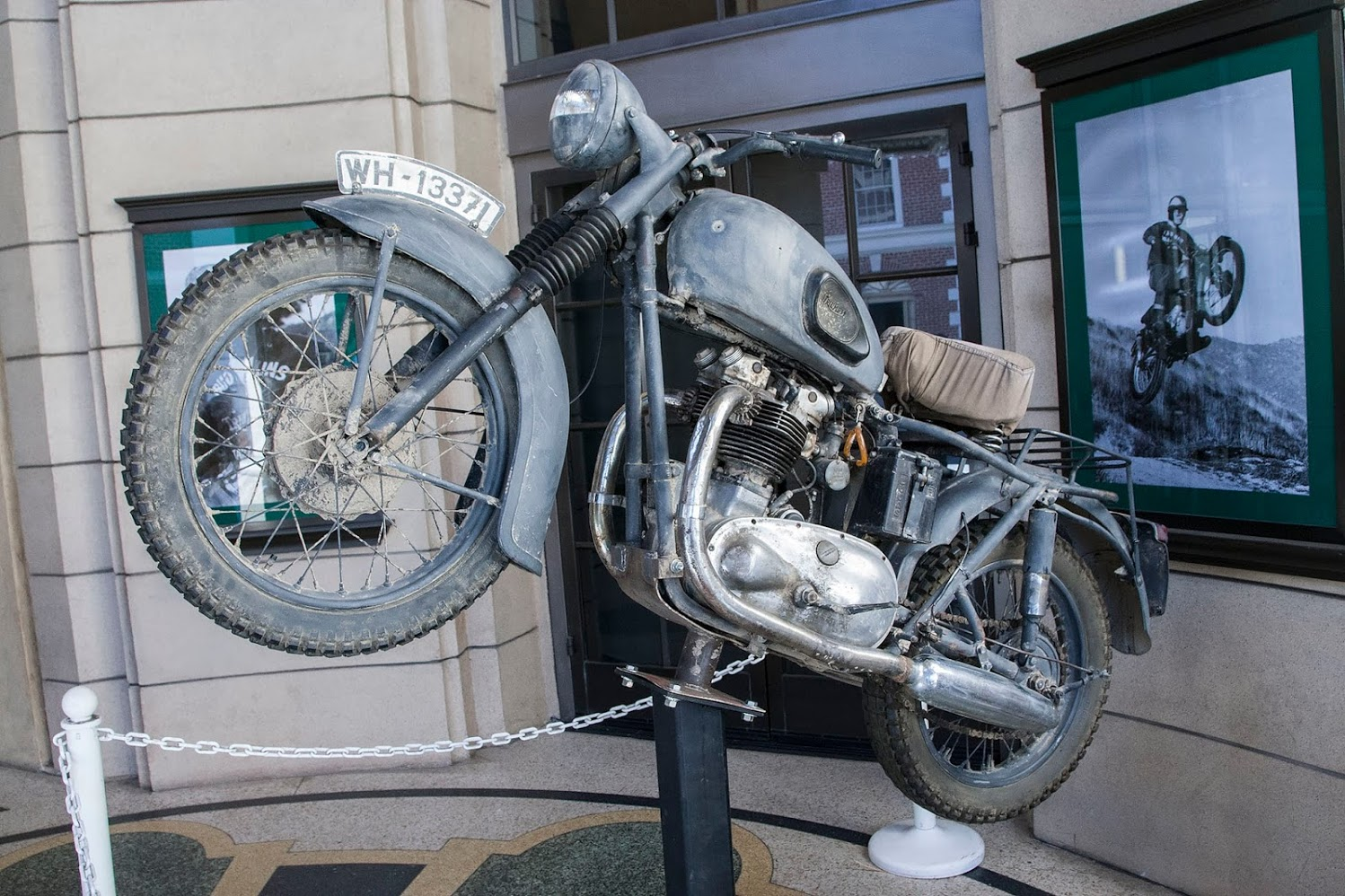
Triumph TR6 Trophy, Steve McQueens präparierte Stuntmaschine aus „Gesprengte Ketten“

Wie seine Kollegen James Dean, Paul Newman und James Garner war McQueen begeisterter Motorsportler. 1964 war er Mitglied der US-amerikanischen Nationalmannschaft bei der 39. Internationalen Sechstagefahrt im Motorradgeländesport in Erfurt. 1970 wurde er beim 12-Stunden-Rennen von Sebring auf einem Porsche 908/02 Zweiter, nicht zuletzt dank seines Teamkollegen Peter Revson und der Ausfälle vieler Konkurrenten.
Seine Teilnahme am 24-Stunden-Rennen von Le Mans 1970 auf einem Porsche 917 zusammen mit Jackie Stewart wurde abgelehnt. McQueen durfte aber von einem Porsche 908 aus Rennszenen für den von ihm produzierten Film Le Mans drehen lassen. Der Film wurde aufgrund der mageren Handlung und der wenigen Dialoge kein Publikumserfolg. Er fand jedoch wegen seines dokumentarischen Charakters durch authentische Aufnahmen während des 24-Stunden-Rennens und dem Einsatz innovativer Filmtechnik unter Verzicht auf Spezialeffekte bei Motorsport-Fans große Beachtung.
Mit Bruce Brown produzierte er den Dokumentarfilm Teufelskerle auf heißen Feuerstühlen über verschiedene Arten von Motorradsport in den USA. Darin ist er auch in einigen Rennszenen als Fahrer zu sehen. In dem 1968 erschienenen Bullitt saß McQueen bei der legendären zwölfminütigen Verfolgungsjagd in den Straßen von San Francisco über weite Teile selbst am Steuer eines Ford Mustang Fastback. Einige fahrerisch besonders anspruchsvolle Szenen wurden mit dem 2007 verstorbenen Stuntman Bud Ekins am Steuer gedreht. Die Liebe zur Fliegerei begann im März 1979, 19 Monate vor seinem Tod. McQueen erwarb zu diesem Zeitpunkt eine gelbe Boeing-Stearman, einen alten Doppeldecker Baujahr 1940, noch bevor er überhaupt eine Pilotenlizenz besaß. Nach dem Erwerb der Lizenz galt seine Leidenschaft alten Flugzeugen, er besaß auch eine alte Pitcairn, einen ehemaligen Doppeldecker der US-Briefpost.

### Tod und Nachruhm
Während der Dreharbeiten zu Jeder Kopf hat seinen Preis wurde bei Steve McQueen Brustfellkrebs diagnostiziert. Er war starker Raucher und während seiner Zeit bei den US Marines längere Zeit asbesthaltigen Materialien auf Schiffen ausgesetzt.
Er wandte sich an den deutschen Alternativmediziner Josef Issels, bei dem später auch Bob Marley in Behandlung war. Die Therapie schlug jedoch nicht an. Auf der Suche nach Behandlungsmethoden reiste er nach Mexiko. In einer Klinik in Juárez verstarb er im Alter von 50 Jahren nach einer Operation an einem Herzinfarkt. Nach der Einäscherung wurde Steve McQueens Asche im Pazifik verstreut.
Steve McQueen spielte häufig Einzelgänger, die ihren eigenen Regeln folgen, und bekam wegen seines lässig-lakonischen Darstellungsstils schon zu Lebzeiten den Spitznamen „King of Cool“. Er wird häufig als jemand betrachtet, der in Stil und Auftreten eine bestimmte Ära verkörperte, und gilt über seinen Tod hinaus als ikonische Figur der Populärkultur. Viele Jahre nach seinem Tod wurde beispielsweise ein TV-Spot produziert, der auf die berühmte Verfolgungsjagd aus dem Film Bullitt anspielt und in den Bilder McQueens einmontiert wurden. Mehrere Popsongs nehmen direkt auf McQueen Bezug, die Musiker, zum Beispiel Sheryl Crow, geben ihrer Verehrung für den Schauspieler Ausdruck.

## Filmografie
- 1953: Family Affair (als Stephen McQueen, Fernsehkurzfilm)
- 1953: Girl on the Run
- 1955: Goodyear Television Playhouse (Fernsehserie, 1 Episode)
- 1955: Armstrong Circle Theatre (Fernsehserie, 1 Episode)
- 1955: Playwrights '56 (Fernsehserie, 1 Episode)
- 1956: The United States Steel Hour (Fernsehserie, 1 Episode)
- 1956: Matinee Theatre (Fernsehserie, 1 Episode)
- 1956: Die Hölle ist in mir (Somebody Up There Likes Me)
- 1957: Studio One (Fernsehserie, 2 Episoden)
- 1957: West Point (Fernsehserie, 1 Episode)
- 1957: The 20th Century-Fox Hour (Fernsehserie, 1 Episode)
- 1957: The Big Story (Fernsehserie, 1 Episode)
- 1958: Climax! (Fernsehserie, 1 Episode)
- 1958: Wells Fargo (Fernsehserie, 1 Episode)
- 1958: Trackdown (Fernsehserie, 2 Episoden)
- 1958: Der Gangsterkönig von New York (Never Love a Stranger)
- 1958–1961: Josh / Der Kopfgeldjäger (Wanted: Dead or Alive; Fernsehserie, 94 Episoden)
- 1958: Blob – Schrecken ohne Namen (The Blob)
- 1959: Rififi in St. Louis (The Great St. Louis Bank Robbery)
- 1959: Wenn das Blut kocht (Never So Few)
- 1959–1960: Alfred Hitchcock präsentiert (Fernsehserie, 2 Episoden)
- 1960: Die glorreichen Sieben (The Magnificent Seven)
- 1961: Die Heiratsmaschine (The Honeymoon Machine)
- 1962: Die ins Gras beißen (Hell Is for Heroes)
- 1962: Wir alle sind verdammt (The War Lover)
- 1963: Gesprengte Ketten (The Great Escape)
- 1963: Ein Soldat steht im Regen (Soldier in the Rain)
- 1963: Verliebt in einen Fremden (Love with the Proper Stranger)
- 1965: Die Lady und der Tramp (Baby the Rain Must Fall)
- 1965: Cincinnati Kid (The Cincinnati Kid)
- 1966: Nevada Smith
- 1966: Kanonenboot am Yangtse-Kiang (The Sand Pebbles)
- 1968: Thomas Crown ist nicht zu fassen (The Thomas Crown Affair)
- 1968: Bullitt
- 1969: Der Gauner (The Reivers)
- 1971: Le Mans
- 1971: Teufelskerle auf heißen Feuerstühlen (On Any Sunday), Dokumentarfilm
- 1972: Junior Bonner
- 1972: Getaway (The Getaway)
- 1973: Papillon
- 1973: Grosser Rebel (The Magnificent Rebel), Kurzdokumentarfilm
- 1973: Bruce Lee – The Man and the Legend (李小龍的生與死) (Dokumentarfilm aus Hongkong über die Beerdigung von Bruce Lee)
- 1974: Flammendes Inferno (The Towering Inferno)
- 1976: Dixie Dynamite - Mädchen scharf wie Dynamit/VT: Dynamite Trio (Dixie Dynamite, ungenannt als Motorrad Stuntfahrer)
- 1978: Ein Feind des Volkes (An Enemy of the People)
- 1980: Ich, Tom Horn (Tom Horn)
- 1980: Jeder Kopf hat seinen Preis (The Hunter)

## Auszeichnungen

### Oscar-Nominierung
- 1967: Bester Hauptdarsteller für Kanonenboot am Yangtse-Kiang

### Golden-Globe-Nominierungen
- 1964: Bester Hauptdarsteller – Drama für Verliebt in einen Fremden
- 1967: Bester Hauptdarsteller – Drama für Kanonenboot am Yangtse-Kiang
- 1970: Bester Hauptdarsteller – Komödie oder Musical für Der Gauner
- 1974: Bester Hauptdarsteller – Drama für Papillon

### Internationales Filmfestival Moskau
- 1963: Auszeichnung in der Kategorie Bester Darsteller für Gesprengte Ketten (The Great Escape)

## Synchronsprecher
Steve McQueen hatte keinen festen Synchronsprecher. Häufig wurde er von Klaus Kindler (Standardstimme von Clint Eastwood) gesprochen, der ihn zwischen 1962 und 1980 bei sieben Filmen synchronisierte (unter anderem Gesprengte Ketten, Papillon und Flammendes Inferno). Michael Chevalier, der Standardsprecher von Charles Bronson, übernahm bei fünf Filmen die Synchronisation (unter anderem Kanonenboot am Yangtse-Kiang und Le Mans). Weitere Sprecher von McQueen waren Peer Schmidt, Dietmar Schönherr oder Hansjörg Felmy. Für die Neusynchronisation von Flammendes Inferno (2003) wurde Thomas Danneberg als Sprecher McQueens besetzt (diese Synchronfassung wurde stark kritisiert).

## Trivia
- Die Rolling Stones nannten in ihrem Song Star Star Steve McQueen. Laut Keith Richards machte daraufhin ihre Plattenfirma Druck. Man prophezeite Ärger von McQueens Management. Dazu Keith Richards 1973 in Bill Wyman’s Rolling Stones Story (von 2002, S. 414):

„Atlantic Records machte uns jede Menge völlig unnötigen Ärger wegen ‚Star Star‘ – sie behaupteten sogar, Steve McQueen würde wegen dieser einen Zeile über ihn gerichtlich gegen den Song vorgehen. Also schickten wir ihm ein Band und natürlich gab er sein Okay.“
- Die britische New-Wave-Band Prefab Sprout benannte 1985 ihr zweites Album nach ihm.
- Sheryl Crow widmete Steve McQueen 2002 einen Song. Der dazugehörige Videoclip spielt insbesondere Auto-Szenarien aus seinen Filmen nach.
- Brian Fallon hat einen Song auf seinem Album Painkillers nach Steve McQueen benannt.
- US-Präsident Richard Nixon führte McQueen in seiner Liste politischer Hauptgegner.[8]
- In dem Film Once Upon a Time in Hollywood aus dem Jahr 2019 von Quentin Tarantino wird er von Damian Lewis verkörpert
- Im Dezember 2024 versteigerte Sotheby’s in New York die „TAG Heuer Monaco“ des Schauspielers aus dem Film Le Mans für 1.800.000 Dollar.[9]

## Motorsport-Statistik

### Ehrungen
- Aufnahme in die Motorcycle Hall of Fame[10]

### Sebring-Ergebnisse
| Jahr | Team                    | Fahrzeug                     | Teamkollege  | Platzierung            | Ausfallgrund |
| ---- | ----------------------- | ---------------------------- | ------------ | ---------------------- | ------------ |
| 1962 | Donald Healey Motor Co. | Austin-Healey Sebring Sprite | John Colgate | Ausfall                | Motorschaden |
| 1970 | Solar Productions Inc.  | Porsche 908/02               | Peter Revson | Rang 2 und Klassensieg |              |

### Einzelergebnisse in der Sportwagen-Weltmeisterschaft
| Saison | Team                            | Rennwagen            | 1   | 2   | 3   | 4   | 5   | 6   | 7   | 8   | 9   | 10  | 11  | 12  | 13  | 14  | 15  |
| ------ | ------------------------------- | -------------------- | --- | --- | --- | --- | --- | --- | --- | --- | --- | --- | --- | --- | --- | --- | --- |
| 1962   | BMC Donald Healey Motor Company | Austin-Healey Sprite | DAY | SEB | SEB | MAI | TAR | BER | NÜR | LEM | TAV | CCA | RTT | NÜR | BRI | BRI | PAR |
| 1962   | BMC Donald Healey Motor Company | Austin-Healey Sprite |     | 9   | DNF |     |     |     |     |     |     |     |     |     |     |     |     |
| 1970   | Solar Productions Inc.          | Porsche 908          | DAY | SEB | BRH | MON | TAR | SPA | NÜR | LEM | WAT | ZEL |     |     |     |     |     |
| 1970   | Solar Productions Inc.          | Porsche 908          | 2   |     |     |     |     |     |     |     |     |     |     |     |     |     |     |

## Dokumentarfilm
- ARTE: Ich bin Steve McQueen auf YouTube (Laufzeit: 1:27:22).